# أنيبال توريس

أنيبال توريس ( مواليد 28 ديسمبر 1942) هو سياسي بيروفي يشغل حالياً منصب رئيس وزراء بيرو منذ 8 فبراير 2022.